# Pipers of Boleigh

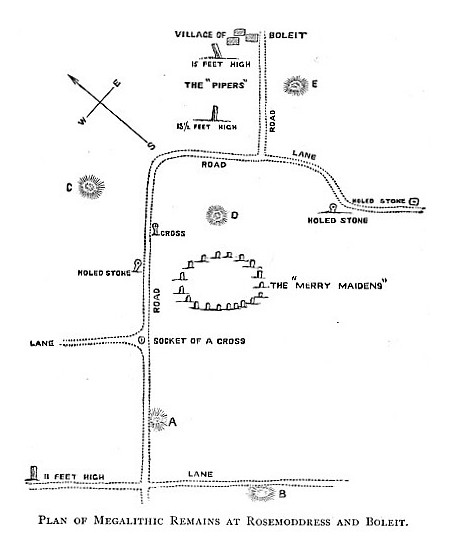
Skizze von Borlase zur Lage der Steine und des Steinkreises

Die Pipers of Boleigh (auch Pipers of St Burya genannt) sind ein Menhirpaar in der Nähe des Steinkreises Merry Maidens und des Fogou von Boleigh, etwa 3,0 km südlich des Dorfes St Buryan, in Cornwall in England.

## Beschreibung
Die beiden Pipers sind Nordost-Südwest-orientiert. Die Steine stehen etwa 90 m voneinander entfernt auf zwei Feldern. Der südwestliche Stein ist 4,7 Meter hoch und hat zwei längliche Risse. Der leicht nach Nordwesten geneigte nordöstliche Stein ist 4,2 Meter hoch und hat einen rechteckigen Querschnitt.

## Legenden
Der Name der Steine geht auf die Legende von zwei Pfeifer (englisch pipers) zurück, die zu Stein wurden, weil sie die Musik für die tanzenden „Merry Maidens“ spielten. 
Eine andere Legende besagt, dass die beiden Steine nach einer Schlacht des 10. Jahrhunderts errichtet wurden, in der das angelsächsische Heer unter Æthelstan oder Æthelred gegen die von König Howel ap Ris geführten und von den Dänen unterstützten kornischen Kelten kämpfte. Die Pipers sollen die Positionen der gegnerischen Führer markieren.